# وزارة الصحة العامة والسكان (اليمن)
وزارة الصحة العامة والسكان هي أحد وزارات الحكومة اليمنية.

## الوزير
الوزير الحالي هو قاسم محمد بحيبح منذ 18 ديسمبر 2020م.

## مهام الوزارة
1. رسم السياسة الصحية وتحديد الطرق والوسائل المناسبة لتنفيذها.
2. التخطيط الاستراتيجي لإدارة وتوجيه وتقديم الخدمات الصحية بما يتفق مع مبدأ اللامركزية في مختلف مجالاتها ومستوياتها.
3. تحديث النظام الصحي الوطني وفقاً لأسس التنظيم اللامركزي ودعم إدارة النظام الصحي في المحافظات والمديريات.
4. إعداد التشريعات والإرشادات المنظمة لخدمات الرعاية الصحية بمختلف أشكالها ومستوياتها وإرساء تقاليد تقديم الخدمات الصحية ومعايير وأدلة توفيرها في القطاعين العام والخاص والتأكد من جودتها ونوعيتها.
5. تعزيز وتنظيم مشاركة المجتمع والقطاعات الأخرى في دعم وتقديم وإدارة الخدمات الصحية والاشتراك النشط في التخطيط لحاجات المجتمع الصحية وتنفيذها والإشراف عليها.
6. تشجيع ودعم البحوث والدراسات الصحية وتنمية وتحفيز الكادر البحثي، والاستفادة منها في تحسين الخدمات والرعاية الصحية، وإبراز البحوث ذات القيمة العلمية العالية في الداخل والخارج.
7. تخطيط وتنمية الموارد البشرية بما يكفل توفير كوادر مهنية وطبية متخصصة في المجالات الطبية والصحية والإدارية لمواجهة الاحتياجات الحالية والمستقبلية للتنمية الصحية وإنشاء المعاهد والمراكز لهذا الغرض، وكذا الاستفادة من تعاون الدول والمنظمات وغيرها.
8. النهوض بعمل المرأة في كافة مستويات العمل الصحي وكذا تشجيع وتوسيع التحاقها في مهن التمريض والقبالة ومراكز التدريب الخاصة بذلك.
9. العناية بصحة الطفل مع توفير الأدوية واللقاحات بأسعار مناسبة.
10. تعزيز القدرات الفنية والإدارية والتدريبية للمؤسسات الصحية لتحقيق كفاءات الأداء والمهارة في الإدارة الصحية وخدماتها.
11. الإسهام في تطوير مناهج التعليم الطبي والصحي في كافة مجالاته ومستوياته ضمن تصنيف الوظائف ومستويات المهارات الفنية والصحية.
12. تخطيط وتنفيذ برامج للتوعية الصحية بوسائل الإعلام والاتصالات المختلفة.
13. التخطيط لتلبية الحاجة الصحية في حالات الأوبئة والطوارئ والكوارث.
14. إرساء وإدارة نظام وطني للمعلومات الصحية يعتمد الأساليب والتقنيات الحديثة لإدارة المعلومات، والاستفادة من تطبيقات هذا النظام في تحسين نوعية خدمة الرعاية الصحية.
15. تنظيم ممارسة المهن الطبية والصحية والصيدلانية والقواعد الأخرى المتعلقة بإنشاء وتشغيل المنشآت الطبية والصحية والصيدلانية الحكومية والخاصة بما يضمن حماية المنتفعين بخدماتها وفقا للقوانين النافذة.
16. تنمية أوجه التعاون مع الدول والمنظمات والهيئات المتخصصة في مجال الصحة عربياً وإقليمياً ودولياً بمختلف مستوياتها وتوطيد العلاقات الصحية الدولية.
17. تنسيق مدخلات الدول والمنظمات والهيئات الداعمة للقطاع الصحي بما يكفل الاستفادة المثلى من تلك المدخلات ضمن إطار السياسات الصحية الوطنية.
18. تصنيف الأدوية والرقابة على استيرادها وتصنيفها محلياً والتعامل بها والإعلان عنها.
19. إدارة وتخطيط نظام الإمداد والتموين الطبي بأساليب تضمن سلامة الشراء والنقل والخزن والتوزيع والتخلص من النفايات والتوالف بطرق علمية مأمونة، ووضع النظم والإرشادات والأدلة المتعلقة بها.
20. التنسيق مع الجهات ذات العلاقة لتعزيز الجهود المبذولة لحماية إصحاح البيئة خاصة فيما يتعلق بالصحة العامة.
21. متابعة التطورات والإنجازات الصحية والطبية وما يستجد من وقائع في البيئة الصحية الدولية واتخاذ التدابير المناسبة لمواكبة التطور أو مواجهة الاحتمالات.
22. تعزيز الالتزام بأخلاقيات المهنة وبالقوانين المنظمة للعمل الصحي.
23. تعزيز التنسيق بين مختلف القطاعات الحكومية وغير الحكومية ذات العلاقة على اعتبار أن الصحة للجميع وبالجميع.
24. تشجيع المشاركة المسئولة للقطاع الصحي الخاص والمنظمات غير الحكومية لتقديم خدمات صحية مأمونة وبأسعار مقبولة و إيجاد الآليات التي تكفل تكاملية خدمات القطاعين العام والخاص.
25. تحديث نظام إدارة المستشفيات وإدخال نظام استقلالية المستشفيات تدريجيا في المستشفيات المؤهلة والعمل على تأهيل بقية المستشفيات لاستيعاب النظام.
26. القيام بأية مهام واختصاصات أخرى تقتضيها طبيعة وظيفتها أو بمقتضى القوانين والنظم النافذة أو تكلف بها من مجلس الوزراء. 